# Mencas
Mencas is een gemeente in het Franse departement Pas-de-Calais (regio Hauts-de-France) en telt 76 inwoners (2009). De plaats maakt deel uit van het arrondissement Montreuil.

## Naam
De spelling van de naam van het dorp heeft door de eeuwen heen gevarieerd. Chronologisch heette het achtereenvolgens: Makenkart (1129), Makenkac (1129), Mencac (1246), Maenkac (1299), Mencat (1329), Menkat en Menkatum (1403), Mencak en Mentca (1439) en Menca (XVIII eeuw). Hierna kreeg en behield het zijn huidige naam en spellingswijze.

## Geografie
De oppervlakte van Mencas bedraagt 2,0 km², de bevolkingsdichtheid is dus 38 inwoners per km².
De onderstaande kaart toont de ligging van Mencas met de belangrijkste infrastructuur en aangrenzende gemeenten.

## Demografie
Onderstaande figuur toont het verloop van het inwonertal (bron: INSEE-tellingen).